# Микроучење
Термин микроучење (на енглеском microlearning) представља перспективу или модалитет учења оријентисан на фрагментацију дидактичких садржаја, кроз који се стичу одређене компетенције. Учење се генерише у малим корацима, који када су међусобно повезани, дугорочно формирају шире и дубље знање. Карактерише га то што је облик учења који се спроводи у кратком времену, који се може одрадити у било које време и на било ком месту. Аутори сматрају да појам микроучење произилази из концепта микросадржаја, који је осмислио Анил Даш (програмер и промотер блогерског покрета). Даш је 2003. године користио термин микросадржај да дефинише све информације објављене у скраћеном облику које су, због свог временског ограничења, ограничене на једну главну тему, којој се приступа преко софтвера и уређаја.
Микроучење је последица културне и технолошке промене 21. века. Овај покрет настаје у контексту веба 2.0 и, услед пораста мобилних уређаја и феномена м-учења (мобилно електронско учење), приступ је поново стекао велику важност у скорије време, користи се за целоживотно учење и за учење које захтева да се примени у овом тренутку, а многа од њих се обављају неформално.
Исто тако, употреба микроучења је све релевантнија у корпоративним контекстима, где је циљ стицање знања и вештина брзо, персонализовано и у тренутку (учење тачно на време).

## Дефиниција
То је нова област истраживања која има за циљ истраживање нових начина да се одговори на растуће потребе за учењем чланова нашег друштва. „Заснован је на идеји развоја малих делова садржаја за учење и флексибилних технологија које омогућавају ученицима да им лакше приступе у одређено време и услове дана, на пример, током периода одмора или док су у покрету.“
Није лако усвојити устаљену дефиницију микроучења, јер аутори који су покушали да га окарактеришу (између осталих, Хаг, Линднер и Брук) нису успели да дефинишу врсте процеса учења које би могли бити укључени у наведену дефиницију. Још увек нема консензуса о томе како приступити феномену из педагогије или дидактике.
Термин микроучење не треба мешати са појмом микронастава, који се односи на подршку наставника у унапређењу наставне праксе како у методама тако и у садржају. Микроучење је повезано са микросадржајем и микромедијима у смислу величине, времена, облика испоруке и садржаја. У односу на величину, односи се на минималну област проучавања у оквиру одређене теме. Што се тиче времена, то се односи на мале напоре у кратким временским периодима.
У еволуцији овог концепта постоје нека диференцирана истраживања и концепти; према интервјуу са Теом Хагом. Невероватно, у студијама учења и образовним истраживањима, концепт микроучења деценијама није био наглашен.
То је модел учења који фаворизује пораст мобилних уређаја и напредак у телекомуникацијама, који имају велики утицај на начин учења, дајући велику могућност персонализованом учењу, приступању ономе што је потребно кад год је потребно, неопходно и са било ког места.
Користи се у контексту е-учења за кратке интеракције ученика са темом учења подељеном на веома мале фрагменте садржаја. За овог аутора, процеси учења који се називају микроучење могу да покрију период од око неколико секунди (нпр. у мобилном учењу) до 15 минута (нпр. објекти за учење послати као поруке е-поште).
Осмишљавање активности микроучења је једноставан начин за неговање и стимулисање знања. За ово се могу користити различите педагогије, од конструктивистичке, рефлексивне, конективистичке, прагматичног учења, итд.
Активности обуке које су изграђене су засноване на микросадржају. То су мали фрагменти дигиталних информација у сталном току и циркулацији. Величина микросадржаја (грануларност) треба да зависи од групе ученика са којом ћете радити и предмета који ће се предавати. Исто тако, микросадржаји морају имати смисла за обуку и морају бити јасни, увек оријентисани на циљеве учења којима се тежи. Другим речима, микросадржај базира се на коришћење малих јединица садржаја који се могу научити помоћу флексибилних технологија које омогућавају људима да им лакше приступе, у одређеним или свакодневним временима и условима.

Ово је нови наставни дизајн, где је идеја да се садржај који се предаје раздвоји на мање делове, користећи дигитални садржај и интернет. Променљиве величине, времена, начина испоруке и садржаја су кључне.
,,Није битно да ли се учење односи на процес изградње знања, промене бихејвиоралних ставова, вредности, менталних способности, когнитивних структура, емоционалних реакција, образаца деловања или друштвених димензија, у свим случајевима имамо могућност да размотримо микро, мезо и макро аспекте различитих тачака гледишта, о мање или више упорним променама и одрживим променама деловања" (Хаг, Т).
Микроучење се састоји од три основна елемента, који морају да раде кохерентно да би окружење за учење било ефикасно: садржај, педагогија и технологија. Биће неопходно изабрати одговарајући садржај за ову методологију, користити одговарајући педагошки модел и интегрисати технологију која је најефикаснија за подршку и олакшање процеса учења.
То је начин учења који људи данас практикују, према потребама које имају, без праћења наставног плана и програма или формалне методологије, узимајући више малих информација или фрагментације знања у модуле који се могу научити одвојено у било ком тренутку.
Из ове перспективе, микроучење нам омогућава да одговоримо на преоптерећење информацијама које карактерише тренутни дигитални пејзаж, док омогућава да процес учења буде одвојен од просторно-временских фактора.
У зависности од оквира и референтних области, микро, мезо и макро аспекти се разликују. Они су релациони концепти. На пример, у контексту учења језика, могли би се размишљати о микро аспектима у смислу речника, фраза, реченица и разликовати их од ситуација и епизода или поглавља (мезоаспекти) и специфичних социо-културних или семантичких радњи (макро аспекти).
У општем смислу учења, можемо разликовати индивидуално учење, учење група или организација и учење у друштву. Микроучење је такође повезано са ситуираним учењем и „успутним учењем“ у контексту тока знања у коме је потребно узети у обзир зрелост и компетенцију ученика за промовисање одговарајућег учења (процес сазревања знања).